# Llista de plats típics de la cuina del Perú
Aquesta és una llista de plats típics de la gastronomia del Perú.

## Per regions

### Arequipa
- Adobo arequipeño
- Ají de gallina
- Chaque
- Chupe de camarones
- Cuy chactao
- Ocopa
- Rocoto relleno

### Ayacucho
- Mazamorra llipta
- Sopa de Morón

### Cajamarca
- Caldo verde de papas
- Cecina de chancho
- Cuy con papas
- humitas
- Manjar blanco
- Tamal cajamarquino

### Chiclacayo
- Arroz con pato a la chiclacayana
- Cabrito a la norteña
- Cebiche a la norteña
- Chinguirito
- Espesado

### Cuzco
- Quinua con manzana
- Mazamorra de maiz
- Pepian de cuy

### Huancayo
- Cuy colorado
- Habas tostadas
- Human caldo
- Kamchi
- Pachamanca
- Papa a la huancaína
- Patachi
- Trucha a la parrilla
- Yuyo

### Iquitos
- Budín de palmito
- Estofado de pollo con palmito
- Guiso de cecina con palmito
- Palmito con champiñones
- Pollo con palmito

- Pastel de palmito
- Terrin de paiche con palmito
- Ocopa de Palmito

### Junín
- Asado de zamaño
- Bisteck de venado
- Ceviche de doncella
- Chilcano de carachama
- Chupadora frita
- Sudado de carachama
- Tacacho con cecina

### Puno
- Achogcha rellena con tarwi
- Pastel de quinua al horno
- Bocaditos de quinua con ocas
- Ensalada de olluco
- Salsa huancaina de tarwi
- Bocaditos de amaranto
- Postre de quinua con fruta
- Tomate de árbol en almíbar
- Galletas de quinua
- Torta de cañihuaco

## Menjar ràpid i entrants
- Anticucho[1]
- Cancha serrana
- Papa rellena[2]
- Salchipapas

## Influència asiàtica
- Arroz chaufa
- Sopa wantán

## Dolços
- Mazamorra
- Mazamorra morada[3]
- Picarones[4]
- Suspiro de limeña[5]